# Marie-Luise Salden
Marie-Luise Salden auch Marie-Luise Blersch-Salden (* 25. April 1939 in Elbing, Westpreußen) ist eine zeitgenössische deutsche Künstlerin und Museumspädagogin.

## Leben und Wirken
Marie-Luise Salden studierte von 1963 bis 1965 Kunst in Hamburg und anschließend bis 1967 Gestaltung an der Fachhochschule Kiel. 1974 war sie als Gaststudentin der École des Beaux-Arts in Paris. Sie ist Mitglied im Bundesverband Bildender Künstlerinnen und Künstler, bei Art 7, der Künstlergilde Esslingen und der internationalen Vereinigung der Holzschneiderinnen und Holzschneider XYLON. 1997 erhielt sie ein Japan-Stipendium, sie war unter anderem Artist in Residence in der Abteilung Holzschnitt und Papierschöpfen an der Kyoto Seika-Universität, hatte 1998 eine Gastprofessur an der Staatlichen Kunstakademie Kanazawa und hatte von 2000 bis 2003 weitere Studienaufenthalte in Japan. So begleitete sie auch die Wanderausstellung „Interfaces“ der Deutschen Sektion von XYLON in Japan.
Salden arbeitet als Künstlerin in den Bereichen Farbholzschnitt, Tusch- und Kreidezeichnungen und Aquarell-Malerei. Sie fertigt handgeschöpfte Papierobjekte. Ihre Illustrationen sind in Büchern veröffentlicht und Kalendern, zum Beispiel in „Grafik der Gegenwart“ 2003, ferner in zahlreichen Periodika, unter anderem befinden sich farbige Holzschnitte in der Buchillustration-Fachzeitschrift „Illustration 63“. Über ihre Arbeiten in der Bonner Ausstellung „bizarr“ (2006) hieß es, sie „widmet sich in ihren abstrakten Tuschzeichnungen dem Mythos und Lebewesen Baum. Vom Baum abgeleitet sind einem EKG gleichende Linienbewegungen („Bio-Rhythmen von Bäumen“)“. In den Jahren 2004 und 2005 machte sie in West-Australien Studien über die Delphin-Therapie und lehrte 2005 während des Deutschlandjahrs in Japan beim Projekt „Deutschland in Japan 2005/06“. Ihre Arbeiten sind in öffentlichen und privaten Sammlungen und Museen vertreten. In einer Ausstellungsbesprechung („Werkstatt“, 2003) hieß es über ihre Farbholzschnitte, sie seien „in ihrer Grundstimmung und Ausformung feinfühlig abgestimmte Blätter mit poetischer Substanz und transzendenter Gedankentiefe“.
Marie-Luise Salden ist freie Mitarbeiterin im Käthe Kollwitz Museum in Köln und lehrte am Museum Ludwig, am Museum für Ostasiatische Kunst (Köln) sowie am Wuppertaler Von der Heydt-Museum, Kunstmuseum Bonn und Museum Kurhaus Kleve. Sie lebt in Troisdorf.

## Ausstellungen
- 2008: Galeria EL, Elbląg (Elbing), Polen
- 2007: Spendhaus, Reutlingen
- 2006: Künstlerforum Bonn
- 2003: Werkstattgalerie Bensberg, Bergisch Gladbach
- 2000: Haus Völker und Kulturen, Sankt Augustin
- 2000: MOA-Center, Kanazawa (Japan)
- 1999: Museum Zündorfer Wehrturm, Köln
- 1999: Husumer Kunstverein
- Mehrere Ausstellungen in Japan, darunter drei Ausstellungen im Fukumitsu Kunstmuseum in Nanto (Toyama)

## Zitat
- „Die bei der Arbeit einfließenden Gefühle und Gedanken sind in jedem Werk spürbar und sind als Schwingung im Werk vorhanden. Ich versuche, in meinen Arbeiten eine klare Aussage zu finden, die meinen Beobachtungen und Erfahrungen aufs Genaueste entspricht.“[5]